# Corrado Ciamberlini
Corrado Ciamberlini (Cingoli, 1º maggio 1861 – Fermo, 2 novembre 1944) è stato un matematico italiano.

## Biografia
Si laureò a Roma nel 1884. La sua tesi di laurea riguardava la “Teoria delle Forme” e fu pubblicata nel Giornale di Matematiche di Giuseppe Battaglini, del quale divenne assistente.
Dal 1895 insegnò Matematica presso l'Istituto Tecnico di Melfi, presso quello di Imperia, presso la Scuola Industriale delle Marche a Fermo e presso il Liceo di Fermo. Nel 1924 smise di insegnare.
Per ragioni di studio fu in collegamento con i maggiori matematici dell'epoca: Aureliano Faifofer, Giuseppe Veronese, Paolo Gazzaniga, Rodolfo Bettazzi, Roberto Marcolongo, Giuseppe Peano, Corrado Segre, Guido Castelnuovo, Vincenzo Giuseppe Cavallaro, Salvatore Pincherle, Giacomo Furlani, Carlo Cattaneo, Giovanni Vailati, Silvio Bandini, Bettino Bettini (con quest'ultimo ha scritto vari libri fino al 1930, anno della morte di Bettini).
Scrisse 57 libri di testo per le scuole italiane. Tra questi: “Saggi di Didattica Matematica”, sull'insegnamento delle matematiche elementari; “Vademecum per la Preparazione alla Matematica negli Esami di Maturità nel Liceo Classico”, opera in due parti relative ai fondamenti e agli esercizi.